# Guatteria augusti
Guatteria augusti  es una especie de planta con flor en la familia Annonaceae.

## Hábitat
Es endémica de Perú. Especie arbórea conocida solo de la colección tipo recolectada en 1914 en la cuenca de un tributario del Huallaga. La localidad original ha sido escasamente herborizada desde entonces. No ha sido recolectada en el Parque nacional del Río Abiseo (León, 2002). La deforestación con fines de ampliar la frontera agrícola ejerce presión a los ambientes propicios para esta especie, por lo que está amenazada por destrucción de hábitat. 

## Taxonomía
Guatteria augusti fue descrita por Friedrich Ludwig Emil Diels y publicado en Notizblatt des Botanischen Gartens und Museums zu Berlin-Dahlem 9: 51, en el año 1924.